# Stelis angustifolia
Stelis angustifolia är en orkidéart som beskrevs av Carl Sigismund Kunth. Stelis angustifolia ingår i släktet Stelis och familjen orkidéer. Inga underarter finns listade i Catalogue of Life.